# Caenoplana purpurea
Caenoplana purpurea är en plattmaskart som först beskrevs av Arthur Dendy 1895.  Caenoplana purpurea ingår i släktet Caenoplana och familjen Geoplanidae. Inga underarter finns listade i Catalogue of Life.